# Pseudoderopeltis spectabilis
Pseudoderopeltis spectabilis är en kackerlacksart som beskrevs av Adelung 1905. Pseudoderopeltis spectabilis ingår i släktet Pseudoderopeltis och familjen storkackerlackor.
Artens utbredningsområde är Etiopien. Inga underarter finns listade i Catalogue of Life.